# Звёздный путь 2: Гнев Хана
«Звёздный путь 2: Гнев Хана» (англ. Star Trek II: The Wrath of Khan) — второй полнометражный научно-фантастический фильм, действие которого происходит во вселенной Звёздного пути. Это второй фильм из серии фильмов «Звёздный путь» и продолжение фильма «Звёздный путь» (1979). В сюжете фигурирует адмирал Джеймс Т. Кирк (Уильям Шетнер) и экипаж космического корабля USS Enterprise, сражающегося против генно-инженерного тирана Хана Нуньена Сингха (Рикардо Монтальбан), персонажа, впервые появившегося в эпизоде Звёздного пути 1967 года «Космическое семя». Когда Хан сбегает из 15-летнего изгнания, чтобы отомстить Кирку, команда Энтерпрайза должна помешать ему приобрести мощное устройство терраформирования по имени Генезис. Фильм является началом сюжетной арки, которая продолжается фильмом «Звёздный путь 3: В поисках Спока» (1984) и заканчивается фильмом «Звёздный путь 4: Дорога домой» (1986).
После блёклой критической реакции на первый фильм создатель сериала Джин Родденберри был вынужден отказаться от производства сиквела. Исполнительный продюсер Харви Беннетт написал первоначальный план фильма, который Джек Б. Совардс превратил в полный сценарий. Мейер завершил свой окончательный сценарий за двенадцать дней, не приняв письменного кредита. Мейера учёл атмосферу оригинального сериала, тему, усиленную музыкальным сопровождением Джеймса Хорнера. Леонард Нимой не собирался играть роль в сиквеле, но его соблазнили обещанием, что его персонажу будет предоставлена драматическая сцена смерти. Отрицательная реакция тестовой аудитории на смерть Спока привела к значительным изменениям финала вопреки возражениям Мейера. Производственная группа использовала различные методы сокращения затрат, чтобы уложиться в бюджет, в том числе использование миниатюрных моделей из прошлых проектов и повторное использование декораций, кадров с эффектами и костюмов из первого фильма. Этот фильм стал первым художественным фильмом, многие эпизоды которого полностью созданный с помощью компьютерной графики. Так, горные ландшафты в фильме отрисованы с помощью генератора фракталов.
«Звёздный путь 2: Гнев Хана» был выпущен в Северной Америке 4 июня 1982 года компанией Paramount Pictures. Он имел кассовый успех, заработав 97 миллионов долларов США по всему миру и установив мировой рекорд по кассовым сборам за первый день. Критическая реакция на фильм была положительной; рецензенты выделили характер Хана, режиссуру Мейера, улучшенную игру, темп фильма и взаимодействие персонажей как сильные элементы. Отрицательные реакции были сосредоточены на слабых спецэффектах и некоторых действиях. Многие считают «Гнев Хана» лучшим фильмом из серии «Звёздный путь», и ему часто приписывают возобновление значительного интереса к франшизе.
Бюджет фильма — 12 млн $. Кассовые сборы в кинотеатрах США — 79 млн $; кассовые сборы по всему миру — 97 млн $.

## Сюжет
В 2285 году адмирал Джеймс Т. Кирк наблюдает за сеансом симуляции стажёров капитана Спока. В симуляции лейтенант Саавик командует космическим кораблём USS Enterprise в спасательной миссии, чтобы спасти экипаж повреждённого корабля Кобаяси Мару, но подвергается нападению крейсеров клингонов и получает критические повреждения. Симуляция — безвыигрышный сценарий, разработанный для проверки характера офицеров Звёздного Флота. Позже доктор Маккой присоединяется к Кирку в день его рождения; Видя Кирка в подавленном настроении, доктор советует Кирку получить новую команду.
Тем временем космический корабль Релиант находится в миссии по поиску безжизненной планеты, чтобы испытать Устройство Бытия, технологию, предназначенную для реорганизации мёртвой материи в обитаемые миры. Честные офицеры командир Павел Чехов и капитан Кларк Тэррил отправляются вниз, чтобы оценить планету, которую они считают Альфой Кита VI; Оказавшись там, они захвачены генно-инженерным тираном Ханом Нуньеном Сингхом. Пятнадцать лет назад (см. «Космическое семя»); Кирк сослал Хана и поддерживающих его суперменов в Альфу Кита V после того, как они попытались захватить его корабль. После того, как они покинули их, Альфа Кита VI взорвалась, опустошив поверхность Альфы Кита V, после чего погибли несколько его людей, включая его жену. По этим причинам Хан планирует месть. Он имплантирует Чекову и Тэррилу местные личинки угря, которые делают их восприимчивыми к контролю над разумом, и использует их для поимки Релианта. Узнав об устройстве Генезис, Хан нападает на космическую станцию Ригула-1, где устройство разрабатывается бывшей любовью Кирка, доктором Кэрол Маркус и их сыном Дэвидом.
Кирк принимает командование Энтерпрайзом после того, как корабль, развёрнутый в учебном круизе, получает сигнал бедствия от «Ригулы-1». По пути Энтерпрайз попадает в засаду и наносит ущерб Релианту. Хан предлагает пощадить команду Кирка, если они откажутся от всех материалов, связанных с Генезисом; Вместо этого Кирк останавливается на время и дистанционно опускает щиты Релианта, позволяя контратаковать. Хан вынужден отступить и произвести ремонт, в то время как Энтерпрайз подходит к Ригуле-1. Кирк, Маккой и Саавик направляются на станцию и находят Террелла и Чехова живыми вместе с убитыми членами команды Маркуса. Вскоре они обнаруживают, что Кэрол и Дэвид прячут Генезис глубоко внутри планетоида. Хан, использовав Террелла и Чехова в качестве шпионов, приказывает им убить Кирка; Террелл сопротивляется влиянию угря и убивает себя, а Чехов падает, когда угорь покидает своё тело. Хан транспортирует Генезис на борт Релианта, намереваясь побороть Кирка на безжизненном планетоиде, но его обманули закодированные договорённости Кирка и Спока о месте назначения. Кирк направляет Энтерпрайз в близлежащую туманность Мутара; условия внутри туманности делают экраны бесполезными и ставят под угрозу системы нацеливания, обеспечивая равномерное соответствие Энтерпрайз и Релианта. Спок отмечает, что тактика Хана указывает на неопытность в трёхмерном бою, который Кирк использует, чтобы отключить Релиант.
Смертельно раненный Хан активирует Генезис, который реорганизует всю материю в туманности, включая Энтерпрайз. Хотя команда Кирка обнаруживает активацию и пытается выйти за пределы радиуса действия, они не смогут вовремя покинуть туманность без неработоспособного движения корабля. Спок восстанавливает мощность в машинном отделении, которое залито радиацией. Когда Маккой пытается воспрепятствовать проникновению Спока, Спок выводит его из строя вулканским нервным захватом и выполняет слияние разумов, говоря ему «помнить». Спок ремонтирует варп-двигатель, и Энтерпрайз избегает взрыва, который формирует новую планету.
Перед смертью от радиационного отравления Спок призывает Кирку не скорбить, так как его решение пожертвовать собой ради спасения экипажа корабля было единственным логичным. Проводится космическое захоронение, и гроб Спока выводится на орбиту вокруг новой планеты. Экипаж уходит, чтобы забрать покинутую команду Релианта с Альфы Кита V; после показано, что гроб Спока мягко приземлился на поверхности планеты Генезис.

## В ролях
В состав «Гнева Хана» вошли все главные персонажи «Оригинального сериала», а также новые актёры и персонажи:
- Уильям Шатнер в роли Джеймса Т. Кирка, адмирала Звёздного флота и бывшего командира звездолёта «Энтерпрайз». Кирк и Хан никогда не противостоят друг другу лицом к лицу во время фильма; все их взаимодействия происходят через экран или через коммуникаторы, а их сцены были сняты с разницей в четыре месяца[9]. Мейер описал Шатнера как актёра, который естественно защищал своего персонажа и себя и который лучше справлялся с несколькими дублями[10].
- Рикардо Монтальбан в роли Хана Нуниена Сингха, генетически улучшенного сверхчеловека, который использовал свою силу и интеллект, чтобы ненадолго править большей частью Земли в 1990-х годах. Монтальбан сказал, что, по его мнению, все хорошие злодеи совершают злодейские поступки, но думают, что они действуют по «правильным» причинам; таким образом, Хан использует гнев из-за смерти жены, чтобы оправдать своё преследование Кирка[11]. Вопреки предположениям, что Монтальбан использовал протез грудной клетки, к мускулистому телу Монтальбана не было добавлено никаких искусственных устройств[10]. Монтальбану настолько понравилось сниматься в фильме, что он сыграл эту роль за меньшие деньги, чем ему предлагали, и считал эту роль ярким событием в своей карьере. Его главная претензия заключалась в том, что он никогда не был лицом к лицу с Шатнером во время сцены. «Мне пришлось писать свои реплики со сценаристкой, которая, как вы можете себе представить, звучала совсем не так, как Билл [Шатнер]», - объяснил он[10]. Беннетт отметил, что фильм был близок к тому, чтобы получить зелёный свет, когда продюсерам пришло в голову, что никто не спрашивал Монтальбана, может ли он сделать перерыв в съёмках телесериала «Остров фантазий», чтобы принять участие[11].
- Леонард Нимой в роли Спока, капитана «Энтерпрайза», который передаёт командование Кирку после того, как Звёздный флот отправляет корабль на Ригулу-1. Нимой не собирался играть роль в сиквеле Кинофильма, но был соблазнён обещанием, что его персонаж получит драматическую сцену смерти[12]:243. Фильм «Звёздный путь», в котором Спока «уходит в сиянии славы», казался хорошим способом покончить с персонажем[11].
- ДеФорест Келли в роли Леонарда Маккоя, главного врача «Энтерпрайза» и близкого друга Кирка и Спока. Келли был недоволен ранней версией сценария до такой степени, что подумывал не принимать в нем участие[12]:243. Келли отметил, что его персонаж произносил многие более легкие реплики фильма, и чувствовал, что эта роль была важна для придания более легкой стороны экранной драме[11].
- Джеймс Духан в роли Монтгомери Скотта, главного инженера «Энтерпрайза». Келли чувствовал, что Маккой, произносящий свою крылатую фразу «Он мертв, Джим» во время сцены смерти Спока, испортит серьёзность момента, поэтому Духан вместо этого говорит фразу «Он уже мертв» Кирку[12]:249. Скотт теряет своего молодого племянника после нападения Хана на «Энтерпрайз». У кадета, которого играет Айк Эйзенманн, многие реплики были вырезаны из оригинального театрального релиза, в том числе сцена, где объясняется, что он родственник Скотта. Эти сцены были повторно представлены, когда ABC показала «Гнев Хана» по телевидению в 1985 году и в режиссёрской версии, что сделало горе Скотта по поводу смерти члена экипажа более понятным[13].
- Джордж Такей в роли Хикару Сулу, рулевого «Энтерпрайза». Такей не хотел повторять свою роль в «Гневе Хана», но Шатнер убедил его вернуться[13].
- Уолтер Кёниг в роли Павла Чехова, первого офицера «Reliant» и бывшего члена экипажа «Энтерпрайза». Во время съёмок Келли отметил, что Чехов никогда не встречался с Ханом в «Космическом семени» (Кёниг ещё не присоединился к актёрскому составу), и поэтому признание Ханом Чехова на Ceti Alpha не имело смысла[14]:104. Неканонические книги «Звёздный путь» пытались объяснить это несоответствие; в новеллизации фильма Вонды Н. Макинтайр Чехов является «прапорщиком, назначенным на ночную стражу» во время «Космического семени» и встретил Хана в закадровой сцене. Хан Нуниен Сингх исправляет ошибку, заставляя Чехова сопровождать Хана на поверхность Кита Альфа после событий телевизионной серии. Настоящей причиной ошибки была простая оплошность создателей фильма. Мейер защитил ошибку, отметив, что Артур Конан Дойл допустил аналогичные оплошности в своих рассказах о Шерлоке Холмсе[10]. Хотя они не появлялись в эпизоде вместе, хронология «Звёздного пути» указывает, что в то время Чехов был членом съемочной группы[15]. Крик Чехова во время заражения угрём Кита заставил Кёнига в шутку окрестить фильм «Звёздный путь 2: Чехов снова кричит» со ссылкой на аналогичную сцену крика в «Кинофильме»[13].
- Нишель Николс в роли Ухуры, офицера по связям с общественностью «Энтерпрайза». Николс помогла убедить Мейера и Беннета немного сократить своё видение более милитаристского изображения Звёздного Флота, с которым также не согласился Джин Родденберри[16]:248–9.
- Биби Беш в роли Кэрол Маркус, ведущего ученого, работающего над проектом «Генезис», и матери сына Кирка. Мейер искал актрису, которая выглядела бы достаточно красиво, чтобы такой бабник, как Кирк, мог влюбиться в неё, но которая также могла бы показать чувство интеллекта[10].
- Мерритт Батрик в роли Дэвида Маркуса, ученого проекта «Генезис» и сына Кирка. Мейеру понравилось, что волосы Бутрика были светлыми, как у Беш, и вьющимися, как у Шатнера, что делало его правдоподобным сыном этих двоих[10].
- Пол Уинфилд в роли Кларка Террелла, капитана «Reliant». Мейер видел работы Уинфилда в таких фильмах, как «Саунер», и высоко ценил его; не было никакой причины назначать его капитаном «Reliant», кроме желания Мейера руководить им. Оглядываясь назад, Мейер подумал, что сцены с угрями в Кита могли быть банальными, но почувствовал, что игра Уинфилда помогла добавить серьёзности[10].
- Кёрсти Элли в роли Саавик, протеже Спока и командира Звёздного Флота, проходящего обучение на борту «Энтерпрайза». Работая на борту штурманом в отсутствие Чехова, она имеет привычку ставить под сомнение эксцентричные героические методы Кирка, предпочитая более стандартный подход. Постоянно цитируя Кирку правила и положения, она фактически оправдывается во время битвы с Ханом, и её манера поведения дает Споку идею о том, как говорить кодом с Кирком в научной лаборатории. Когда Кирк и Маккой намереваются телепортироваться в научную лабораторию, она настаивает на том, чтобы пойти с ними под предлогом защиты Кирка. Этот фильм стал первой ролью Элли в полнометражном кино. Саавик плачет во время похорон Спока. Мейер сказал, что во время съёмок кто-то спросил его: «Ты позволишь ей это сделать?» И я сказал: «Да», и они сказали: «Но вулканцы не плачут», и я сказал: «Ну, это то, что делает этого вулканца таким интересным»[10]. Эмоциональные всплески персонажа можно частично объяснить тем фактом, что Саавик была описана как человек смешанного вулканско-ромуланского происхождения в сценарии, хотя в фильме не даётся никаких указаний[13]. Элли так любила свои вулканские уши, что брала их с собой домой в конце каждого дня[10].
- Джадсон Скотт в роли Иоахима, главного приспешника Хана. Скотт взял на себя эту роль, полагая, что она будет более заметной, и запросил высший счет. Когда Paramount отказалась, Скотт отказался от выставления счетов, полагая, что он всё равно появится в финальных титрах. Вместо этого его участие осталось незамеченным[17].

## Производство

### Разработка
После выхода фильма «Звёздный путь» исполнительный продюсер Джин Родденберри написал собственное продолжение. По его сюжету, команда «Энтерпрайза» отправляется в прошлое, чтобы исправить искаженную временную шкалу после того, как клингоны используют Стража вечности, чтобы предотвратить убийство Джона Ф. Кеннеди:161. Это было отвергнуто руководителями Paramount, которые обвинили в прохладном восприятии и стоимости первого фильма его медленные темпы и постоянные переписывания, которых требовал Родденберри:240–241. Шатнера «выгнали наверх» на церемониальную должность исполнительного консультанта:99.
Харви Беннетт, новый телевизионный продюсер Paramount, был назначен продюсером следующего фильма «Звёздный путь»:240–242. По словам Беннета, его вызвали перед группой, в которую входили Джеффри Катценберг и Майкл Айснер, и спросили, думает ли он, что может снять фильм лучше, чем «Кинофильм», который, по признанию Беннета, он нашел «действительно скучным». Когда Беннетт ответил утвердительно, Чарльз Бладорн спросил: «Можете ли вы сделать это меньше, чем за сорок пять гребаных миллионов долларов?» Беннетт ответил, что «там, откуда я родом, я могу снять для этого пять фильмов»:240. Просмотр эпизодов шоу убедил Беннета, что в первой картине не хватало настоящего злодея; после просмотра серии «Космическое семя» он решил, что персонаж Хана Нуниена Сингха был идеальным врагом для нового фильма. Беннет выбрал Роберта Саллина, режиссёра телевизионных рекламных роликов и друга по колледжу, для производства фильма. Работа Саллина заключалась в том, чтобы быстро и дёшево снять «Звёздный путь 2». Беннетт нанял Майкла Майнора в качестве арт-директора, чтобы определить направление фильма.
Беннет написал свою первую трактовку фильма в ноябре 1980 года. В его версии под названием «Война поколений» Кирк расследует восстание в далёком мире и обнаруживает, что его сын является лидером повстанцев. Хан является вдохновителем заговора. Кирк и сын объединяют усилия, чтобы победить тирана. Затем Беннетт нанял Джека Б. Совардса, страстного фаната «Звёздного пути», чтобы он превратил его набросок в сценарий, пригодный для съёмок. Соуардс написал первоначальный сценарий перед забастовкой писателей в 1981 году. Набросок Соуардса «Синдром Омеги» включал кражу главного оружия Федерации, «системы Омега». Совардс был обеспокоен тем, что его оружие было слишком негативным, и Беннетт хотел чего-то более воодушевляющего, «и столь же фундаментального в 23 веке, как рекомбинантная ДНК в наше время», - вспоминал Майнор. Майнор предложил Беннетту вместо этого превратить устройство в инструмент терраформирования. На следующий день на исторической конференции Беннетт обнял Майнора и заявил, что спас «Звёздный путь». В знак признания библейской силы оружия Совардс переименовал «систему Омега» в «Книгу Бытия».
К апрелю 1981 года Совардс подготовил черновик, в котором смерть Спока была перенесена на более поздний этап истории из-за недовольства фанатов этим событием после того, как сценарий просочился. Первоначально Спок умер в первом акте шокирующей кончиной, которую Беннетт сравнил с ранней смертью Джанет Ли в фильме «Психо». В этом черновике было двенадцатистраничное противостояние Кирка и Хана лицом к лицу. В черновике Совардса был представлен персонаж мужского пола по имени Саавик. Когда началась подготовка к съёмкам, Сэмюэля Э. Пиплза, сценариста серии «Звёздного пути» «Куда не ступала нога человека», пригласили предложить свой собственный сценарий. Проект Пиплза заменил Хана двумя новыми злодеями по имени Соджин и Морей; инопланетяне настолько сильны, что по ошибке чуть не уничтожили Землю. Этот сценарий был сочтен неадекватным; инопланетяне слишком сильно напоминали злодеев из типичного эпизода сериала «Звёздный путь: Оригинальный сериал». Приближались крайние сроки начала производства спецэффектов (для чего требовались подробные раскадровки на основе готового сценария), которых не существовало.
Карен Мур, исполнительный директор Paramount, предположила, что Николас Мейер, сценарист «Семипроцентного решения» и режиссёр фильма «Путешествие в машине времени», может помочь решить проблемы со сценарием. Мейер также никогда не видел ни одной серии «Звёздного пути». У него возникла идея составить список, состоящий из всего, что творческому коллективу понравилось из предыдущих набросков — «это может быть персонаж, это может быть сцена, это может быть сюжет, это может быть второстепенный сюжет, [.. .] это может быть строка диалога», чтобы он мог использовать этот список в качестве основы для нового сценария, составленного из всех лучших аспектов предыдущих. Чтобы компенсировать ожидания фанатов, что Спок умрёт, Мейер «убил» персонажа в симуляторе Кобаяши Мару в начальной сцене. Компании по спецэффектам потребовался законченный сценарий всего за 12 дней. Мейер написал сценарий без титров и бесплатно до истечения крайнего срока, удивив актёров и продюсеров, и быстро произвел последующие переписывания по мере необходимости. Например, у одного черновика в группе Хана был ребёнком, который погиб вместе с остальными при взрыве Генезиса. Позже Мейер сказал:

Главным вкладом, который я внес в «Звёздный путь 2», было здоровое неуважение… «Звёздный путь» был человеческой аллегорией в космическом формате. В этом была и его сила, и, в конечном счете, его слабость. Я попытался из непочтительности сделать их более человечными и чуть менее деревянными. Я не настаивал на том, чтобы капитан Кирк ходил в туалет, но разве «Звёздный путь» должен был быть таким освященным?
Мейер описал свой сценарий как «„Горацио Хорнблоуэр“ в открытом космосе», в котором использовались морские отсылки и лихая атмосфера:243. Саллин был впечатлен видением Мейера фильма: «Его идеи привнесли измерение, которое расширило рамки материала, пока мы работали над ним». Джин Родденберри не согласился с морской тематикой сценария и оттенком капитана Ахава Хана, но творческая группа в основном проигнорировала его:245.
В качестве жеста доброй воли Paramount изменила название фильма с его первоначального рабочего названия «Месть Хана», поскольку оно было слишком близко к рабочему названию грядущего фильма Lucasfilm «Звёздные войны». После смены названия Lucasfilm сменила название с «Мести джедая» на «Возвращение джедая». Еще более ранним рабочим названием фильма «Поход» было «Неоткрытая страна», название, которое в конечном итоге будет использовано для шестого фильма франшизы.

### Дизайн
Мейер попытался изменить внешний вид «Звёздного пути», чтобы он соответствовал морской тематике, которую он предлагал, не выходя за рамки бюджета. «Энтерпрайз», например, получил корабельный колокол, сигнал боцмана и дополнительные мигающие огни и вывески. Мейер добавил на мостик «Энтерпрайза» табличку «Не курить», о которой он вспоминал: «У всех был припадок [...] Я сказал: «Почему они бросили курить в будущем? Они курят уже четыреста лет, и ты думаешь, что это остановится в ближайшие два года?» Знак появился в первом кадре фильма, но был удален для всех остальных, появляющихся в окончательной версии.
Чтобы сэкономить деньги на декорациях, художник-постановщик Джозеф Дженнингс использовал существующие элементы из «Кинофильма», которые остались стоять после завершения съёмок. Шестьдесят пять процентов фильма было снято на одной площадке; мостик «Reliant» и «симулятор моста» из начальной сцены были исправлениями мостика «Энтерпрайза». Клингонский мостик из кинофильма был переделан в транспортную комнату «Регула I» и торпедный отсек «Энтерпрайза». Создатели фильма увеличили бюджет «Гнева Хана», повторно используя модели и кадры из первого фильма, в том числе кадры «Энтерпрайза» в космическом доке. По возможности использовались оригинальные миниатюры кораблей или модифицировались, чтобы их можно было использовать в качестве новых конструкций. Орбитальный офисный комплекс из «Кинофильма» был перевернут и отретуширован, чтобы стать космической станцией «Регула I». Элементы отмененного телешоу «Звёздный путь: Фаза II», такие как переборки, перила и декорации, были разобраны и использованы повторно. Главной заботой дизайнеров было то, чтобы «Reliant» можно было легко отличить от «Энтерпрайза». Дизайн корабля был перевернут после того, как Беннетт случайно открыл и одобрил предварительные проекты «Reliant» в перевернутом виде.
Дизайнер Роберт Флетчер был приглашен для переделки существующих костюмов и создания новых. Флетчер выбрал схему «испорченных цветов», используя материалы, цвета которых немного отличаются от чистого цвета. «Это не те цвета, которые вы видите сегодня, поэтому [они] тонко указывают на другое время». Мейеру не нравилась униформа Звёздного флота ни из телесериала, ни из кинофильма, и он хотел, чтобы она была изменена, но не могла полностью отказаться от неё из-за бюджета. Испытания ткани на краску показали, что старые мундиры хорошо переносили три цвета: серо-голубой, золотой и темно-красный. Флетчер решил использовать темно-красный из-за сильного контраста, который он создавал с фоном. Получившийся в результате дизайн, вдохновленный военно-морским флотом, будет использоваться в фильмах «Звёздный путь» до «Первого контакта» (1996). У первых версий униформы были жесткие черные воротники, но Саллин предложил заменить их на водолазку, используя форму вертикального стегания, называемую трапунто. Метод создает эффект барельефа на материале путем набивки очерченных участков мягкой нитью, пропущенной под давлением воздуха через полую иглу. Ко времени создания «Гнева Хана» машины и иглы, необходимые для производства трапунто, были редкостью, и Флетчер смог найти только одну иглу для отдела гардероба. Экипаж был так обеспокоен потерей или поломкой иглы, что один из работников отдела взял её с собой домой в качестве меры безопасности, что заставило Флетчера подумать, что игла была украдена.
Для Хана и его последователей Флетчер создал сильный контраст с высокоорганизованной униформой Звёздного Флота; его идея заключалась в том, что костюмы изгнанников были сделаны из всего, что они могли найти. Флетчер сказал: «Моя идея с Ханом состояло в том, чтобы подчеркнуть тот факт, что они были брошены на этой планете без технической инфраструктуры, поэтому им пришлось съедать с космического корабля всё, что они использовали или носили. Поэтому я постарался сделать, чтобы они выглядели так, как будто они оделись из обивки и электрооборудования, составлявшего корабль». Костюм Хана был разработан с открытой грудью, чтобы показать телосложение Рикардо Монтальбана. Флетчер также разработал халаты для ученых «Регула I» и гражданскую одежду для Кирка и Маккоя, которые были разработаны, чтобы выглядеть практичными и удобными.

### Съёмки
Основная съёмка началась 9 ноября 1981 года и закончилась 29 января 1982 года. «Гнев Хана» был более ориентирован на действия, чем его предшественник, но обошлось дешевле. Проект курировался телевизионным подразделением Paramount, а не его театральным подразделением. Беннетт, уважаемый ветеран телевидения, снял «Гнев Хана» с бюджетом в 12 миллионов долларов. Первоначально бюджет был ниже - 8,5 миллионов долларов, но он вырос, когда продюсеры были впечатлены первыми двумя неделями отснятого материала. Мейер использовал камеру и трюки, чтобы сэкономить на строительстве больших и дорогих декораций. Для сцены, происходящей в Академии Звёздного Флота, принудительная перспектива была создана путем размещения декораций близко к камере, чтобы создать ощущение, что декорации больше, чем они были на самом деле. Чтобы создать иллюзию того, что лифты «Энтерпрайза» перемещаются между палубами, части коридора были вывезены из поля зрения, чтобы изменить конфигурацию зала, пока двери турболифта были закрыты. Фоновое оборудование, такое как компьютерные терминалы, по возможности арендовали, а не покупали сразу. Руководители Paramount наложили вето на некоторые разработанные реквизиты, такие как переработанный фазер и коммуникатор, в пользу существующих материалов из «Телефильма». Дополнительные реквизиты коммуникатора были построены Джоном Забруки из Modern Props.
«Энтерпрайз» был отремонтирован для космических снимков, его блестящий внешний вид был приглушен, а кадру добавлены дополнительные детали. По сравнению с недавно построенным «Reliant», «Энтерпрайз» ненавидели художники по эффектам и операторы; для установки модели потребовалось восемь человек, а для её перемещения - вилочный погрузчик. Между тем «Reliant» был легче и имел менее сложную внутреннюю проводку. Миниатюры космического корабля были сфотографированы на синем экране, что при постобработке позволило скомпоновать их с фоновым пейзажем, который сам был сфотографирован независимо от миниатюр переднего плана. Любое отражение синего цвета на корпусе корабля выглядело бы как дыра на пленке; пробелы нужно было исправлять кадр за кадром для финального фильма. Та же самая камера, которая использовалась для съемок «Звёздных войн», Dykstraflex, использовалась для снимков «Энтерпрайза» и других кораблей.
Бесплодная поверхность пустыни Ceti Alpha V была смоделирована на сцене 8, самой большой звуковой сцене в студии Paramount. Съемочную площадку подняли на 25 футов над землей и покрыли деревянными циновками, на которые высыпали тонны цветного песка и порошка. Вокруг декорации была нарисована циклорама, а массивные промышленные вентиляторы создали песчаную бурю. Съёмки были неудобными как для актёров, так и для съёмочной группы. Экологические костюмы из спандекса, которые носили Кёниг и Уинфилд, не вентилировались, и актёрам приходилось сигнализировать через микрофон, когда им нужен воздух. Съёмочное оборудование заворачивали в пластик, чтобы предотвратить механические проблемы, и все на съемочной площадке были одеты в ботинки, маски и комбинезоны для защиты от летящего песка.
Смерть Спока снималась в течение трех дней, в время которых на съёмочную площадку не допускались посетители. Смерть Спока должна была быть безвозвратной, но Нимой получил такой положительный опыт во время съёмок, что спросил, может ли он найти способ возвращения Спока в более позднем фильме. Сцена слияния разумов изначально была снята без предварительного уведомления Келли о том, что происходит:248. Шатнер не согласился с тем, что во время сцены смерти Спока и Кирка разделяет прозрачное стекло; вместо этого он хотел полупрозрачную перегородку, позволяющую зрителям видеть только силуэт Спока, но его возражение было отклонено. Во время похорон Спока Мейер хотел, чтобы камера отследила торпеду, которая служила гробом Спока, когда она была помещена в длинный жёлоб и скользнула в пусковую установку. Съёмочная группа думала, что весь набор придется перестроить, чтобы приспособить кадр, но Саллин предложил поместить тележку в жёлоб и управлять ею сверху с помощью смещенной руки. Исполнение Скоттом «О, благодать» на волынке было идеей Джеймса Духана:251.
О смерти Спока в фильме широко сообщалось во время производства. Треккеры написали письма с протестом, один заплатил за рекламу в торговой прессе, призывающую Paramount изменить сюжет, а Нимой даже получал угрозы смертью. Тестовая аудитория плохо отреагировала на смерть Спока и мрачный тон финала фильма, поэтому Беннетт сделал его более воодушевляющим. Добавлены сцена гроба Спока на планете и заключительный монолог Нимоя; Мейер возражал, но не стал препятствовать изменениям:249. Нимой не знал об этой сцене, пока не увидел фильм, но перед его премьерой СМИ заверили фанатов, что «Спок снова будет жить». Из-за нехватки времени сцена с гробом была снята в заросшем углу парка Золотые Ворота в Сан-Франциско с использованием дымовых машин для создания первобытной атмосферы. Съёмка длилась с полудня до вечера, так как команда прекрасно понимала, что времени на пересъёмки не будет.
Во время съёмок особое внимание уделялось интеграции запланированных спецэффектов. Телевизионные мониторы, заменяющие компьютерные дисплеи, были специально откалиброваны таким образом, чтобы их частота обновления не приводила к полосам. Из-за потери разрешения и качества в результате повторной фотографии элемента на оптическом принтере для компенсации последовательности живых действий для эффектов были сняты в форматах 65 мм или VistaVision. Когда большие отпечатки были уменьшены через анаморфотную линзу на принтере, в результате получился композит Panavision:1055.

### Спецэффекты
В короткие сроки, чтобы завершить последовательности спецэффектов «Гнева Хана», супервайзеры по эффектам Джим Вейе, Мейер, Дженнингс, Саллин и Майнор работали над преобразованием письменных идей для сценария в конкретные раскадровки и визуальные эффекты. Подробные последовательности были необходимы, чтобы эффекты фильма не вышли из-под контроля и не привели к увеличению затрат, как это произошло с «Кинофильмом». Были перечислены каждый специальный и оптический эффект, а также продолжительность последовательностей. К концу шести недель продюсеры определили основной вид и конструкцию почти всех эффектов; полученные кадры были объединены с видеозаписями пятью месяцами позже:1032. Industrial Light & Magic (ILM) произвела множество эффектов и создала новые модели; «Reliant» был первым космическим кораблем Федерации, не относящимся к классу Конституция, увиденным в сериале. Первоначально «Reliant» задумывался как звездолёт класса «Конституция», идентичный «Энтерпрайзу», но считалось, что зрителям будет трудно отличить два одинаковых корабля. Поскольку сценарий требовал, чтобы «Reliant» и «Энтерпрайз» нанесли друг другу значительный ущерб, ILM разработала методы, чтобы проиллюстрировать ущерб, не причиняя физического вреда моделям. Вместо того, чтобы перемещать модели на синем экране во время съёмки, камера VistaVision панорамировалась и отслеживалась, чтобы создать иллюзию движения. Повреждения «Энтерпрайза» были косметическими и имитировались кусочками алюминия, которые были окрашены или отслоились. Фазерный урон создавался с помощью покадровой анимации. Сценарий требовал крупномасштабного повреждения «Reliant», поэтому были созданы более крупные версии модели корабля для взрыва.
Битву в туманности было трудно выполнить без помощи компьютерных моделей. Закрученная туманность была создана путем введения смеси латексной резины и аммиака в облачный резервуар, наполненный пресной и соленой водой. Все кадры сняты со скоростью два кадра в секунду, чтобы создать иллюзию более быстрого движения. Яркие абстрактные цвета туманности смоделированы путём освещения аквариума цветными гелями. Дополнительные световые эффекты, такие как полярные сияния, созданы отделом анимации ILM. Корабли были объединены с фоновыми пластинами туманности с помощью синего экрана, чтобы завершить кадр. Разрушение гондолы двигателя «Reliant» было создано путём наложения кадров разлетающегося двигателя и взрывов над моделью.
Сцена, в которой Террелл убивает Джедду, ученого Регулы, испарив его с помощью фазера, была снята за два дубля. Уинфилд и связанные с ним актёры сначала разыграли сцену; эти кадры стали фоновой пластиной. На съемочную площадку вкатился синий экран, и актёр Джон Варгас, получивший фазерный взрыв, разыграл свою реакцию на удар из энергетического оружия. Элемент фазерного луча был помещен поверх фоновой пластины, и кадры Варгаса были оптически растворены в аэрографическом эффекте дезинтеграции, который соответствовал положению Варгаса в каждом кадре:1034.
В кадрах угря Ceti использовалось несколько моделей под наблюдением супервайзера по визуальным эффектам Кена Ралстона, который только что закончил дизайн существ для «Возвращения джедая». Он привязал к угрям верёвку, чтобы модели проходили по лицам актёров, прежде чем они попадут в слуховой проход. Сцена выхода более зрелого угря из уха Чехова была смоделирована путем продевания микрофиламента через пол установки к уху Кёнига. Сцена была снята с тремя вариациями, которые Ралстон описал как «сухой выстрел, один с кровью и выстрел Фангории с большим количеством крови». Кадры с гигантской моделью уха Кёнига были исключены из театрального выпуска из-за внутренней реакции, которую они вызвали у тестовой аудитории.
Дополнительные оптические эффекты были предоставлены Visual Concept Engineering (VCE), небольшой компанией по производству эффектов, возглавляемой Питером Кураном; Куран ранее работал в ILM и ушел после завершения «Империи наносит ответный удар». VCE предоставил эффекты, включая фазерные лучи, реактор «Энтерпрайза», дополнительный песок на Ceti Alpha V и обновленный эффект транспортера. Мейер и производственный персонал были категорически против использования стоп-кадров для транспортера, как это было сделано в «Оригинальном сериале». Сцены были сняты таким образом, чтобы разговоры продолжались, пока персонажи находились в середине транспорта, хотя большая часть матовой работы, созданной VCE, была отброшена, когда в постановке решили не проводить столько действий во время транспорта. Компания Evans & Sutherland, занимающаяся компьютерной графикой, использовала систему планетария Digistar на основе компьютерной графики для создания звёздных полей на основе базы данных реальных звёзд:1038. Модели кораблей были составлены на звёздных полях. Команда Evans & Sutherland также создала тактические дисплеи с векторной графикой, которые можно увидеть на «Энтерпрайзе» и мостике симулятора:1034.
«Гнев Хана» был одним из первых фильмов, в которых широко использовалась компьютерная графика для улучшения визуального качества и скорости создания кадров со спецэффектами. Среди технических достижений фильма был первый полностью сгенерированный компьютером эпизод в кино, анимация ILM для демонстрации эффектов устройства Genesis на бесплодной планете. Первая концепция кадра представляла собой лабораторную демонстрацию, когда камень помещали в камеру и превращали в цветок. Вейе предложил расширить масштаб эпизода, чтобы показать, как эффект Бытия захватывает планету. Хотя Paramount ценила более драматичное представление, они хотели, чтобы симуляция была более впечатляющей, чем традиционная анимация:1034. Представляя новую технику систем частиц для шестидесятисекундной последовательности, команда дизайнеров уделила внимание деталям, таким как обеспечение того, чтобы звёзды, видимые на заднем плане, соответствовали тем, которые видны с реальной звёзды в световых годах от Земли. Аниматоры надеялись, что это послужит «рекламой» талантов студии. Позже студия отделилась от Lucasfilm и сформировала «Pixar. Эта последовательность будет повторно использована в двух сиквелах: Звёздный путь 3: В поисках Спока» и «Звёздный путь 4: Дорога домой», а также в несвязанной аркадной видеоигре Astron Belt на основе LaserDisc.

### Музыка
Джерри Голдсмит написал музыку для «Кинофильма», но не подходил для «Гнева Хана» из-за сокращенного бюджета; Композитор Мейера для «Время после времени» Миклош Рожа также был непомерно дорогим:105. Беннетт и Мейер хотели, чтобы музыка для фильма развивалась в другом направлении, но к началу съёмок ещё не определились с композитором. Первоначально Мейер надеялся нанять помощника по имени Джон Морган, но у Моргана не было опыта работы в кино, что беспокоило бы студию:5.
Вице-президент Paramount по музыке Джоэл Силл проникся симпатией к 28-летнему композитору по имени Джеймс Хорнер, почувствовав, что его демо-записи выделяются на фоне обычной музыки для фильмов:6. Хорнер сказал, что «[Продюсеры] не хотели такой оценки, которую они получали раньше. Им не нужна была оценка Джона Уильямса как таковая. Они хотели что-то другое, более современное». На вопрос о том, как он получил это задание, композитор ответил, что «продюсерам понравилась моя работа для фильма «Волки», и они слышали мою музыку для нескольких других проектов, и я думаю, насколько мне сказали, им очень понравилась моя универсальность. Я очень хотел это задание, и я встретился с ними, мы все хорошо поладили, они были впечатлены моей музыкой, и вот как это произошло». Хорнер согласился с ожиданиями продюсеров и начал работу над музыкой в середине января 1982 года.
В соответствии с морским тоном Мейер хотел, чтобы музыка вызывала ассоциации с мореплаванием и лихостью, а режиссёр и композитор тесно сотрудничали, в процессе подружившись:6. Как поклонник классической музыки, Мейер мог описать эффекты и звуки, которые он хотел в музыке. В то время как стиль Хорнера был описан как «отголосок как напыщенных, так и элегических элементов музыки Джона Уильямса «Звёздные войны» и оригинальной музыки Голдсмита «Звёздный путь (кинофильм)», Хорнеру было прямо сказано не использовать музыку Голдсмита. Вместо этого Хорнер адаптировал вступительные фанфары телевизионной темы Александра Куража из «Звёздного пути». «Фанфары сразу привлекают вас — вы знаете, что получите хороший фильм», — сказал Хорнер:9.
По сравнению с плавной основной темой «лейтмотив Хана был разработан как перкуссионная текстура, которую можно было накладывать на другую музыку и подчеркивать безумие персонажа. Тема духовых инструментов из семи нот была эхоплексирована, чтобы подчеркнуть размышления персонажа о прошлом на Ceti Alpha V, но не воспроизводится полностью до нападения «Reliant» на «Энтерпрайз». Многие элементы взяты из предыдущей работы Хорнера (ритм, который сопровождает тему Хана во время внезапной атаки, заимствован из темы атаки Вольфена, в свою очередь, под влиянием музыки Голдсмита для Чужого»). Музыкальные моменты из «Оригинального сериала» также можно услышать во время расследования космической станции «Регула» и в других местах:106–107.
Для Хорнера «вещи, лежащие в основе» основного сюжета, были тем, что нужно было решить с помощью музыки; в «Гневе Хана» это были отношения между Кирком и Споком. Основная тема служит темой Кирка, а более спокойная часть, следующая за ней, является темой звездолёта «Энтерпрайз»:8.  Хорнер также написал мотив для Спока, чтобы подчеркнуть глубину персонажа: согревает его, и он становится трехмерным, а не набором фишек». Разница в коротких репликах на основе валторны для злодея и более длинных мелодиях для героев помогла различать персонажей и корабли во время боевых сцен:9.
Саундтрек был первым крупным саундтреком к фильму Хорнера, и был написан за четыре с половиной недели. Получившиеся 72 минуты музыки исполнены оркестром из 91 человека. Запись музыки началась 12 апреля 1982 года на студии Warner Bros., The Burbank Studios, и продолжалась до 15 апреля:9. 30 апреля была проведена пикап-сессия для записи музыки для битвы в туманности Мутара, а другая сессия, состоявшаяся 3 мая, использовалась для записи недавно измененного эпилогаref name="bond" />:10. Хорнер использовал синтезаторы для дополнительных эффектов; в то время научно-фантастические фильмы, такие как «Инопланетянин» и «Нечто» отказались от синтезатора в пользу более традиционных оркестров. Крейг Хаксли использовал свой изобретенный инструмент - Blaster Beam - во время записи, а также сочинял и исполнял электронную музыку для видео Genesis Project:17. Хотя большая часть фильма была «заблокирована» к тому времени, когда Хорнер начал сочинять музыку, ему пришлось изменить оркестровку музыкальных реплик после того, как интеграция спецэффектов вызвала изменение продолжительности сцен.

## Темы
В «Гневе Хана» есть несколько повторяющихся тем, включая смерть, воскрешение и старение. При написании сценария Мейер обнаружил связь между смертью Спока и возрастом персонажей. «Это должна была быть история, в которой Спок умер, так что это должна была быть история о смерти, и это был всего лишь короткий прыжок, прыжок и прыжок, чтобы понять, что это будет история о старости и дружбе.», — сказал Мейер. «Я не думаю, что какой-либо из [других предварительных] сценариев был о старости, дружбе и смерти». В соответствии с темой смерти и возрождения, символизируемой жертвоприношением Спока и Устройством Бытия, Мейер хотел назвать фильм «Неоткрытая страна» со ссылкой на описание смерти принца Гамлета в «Гамлете» Уильяма Шекспира, но название было изменено во время редактирования без его ведома. Мейеру не нравился «Гнев Хана», но он был выбран потому, что предпочтительная «Месть Хана» противоречила предстоящему «Мести джедая» Lucasfilm (переименованному в «Возвращение джедая» в конце производства).
Мейер добавил элементы, чтобы усилить старение персонажей. Недовольство Кирка своим днем рождения усугубляется подарком Маккоя очками для чтения. В сценарии говорилось, что Кирку было 49 лет, но Шатнер не был уверен в том, что нужно указывать конкретный возраст Кирка. Беннетт вспоминает, что Шатнер не решался изобразить версию себя среднего возраста и считал, что с надлежащим макияжем он сможет продолжить играть более молодого Кирка. Беннетт убедил Шатнера, что он может стареть изящно, как Спенсер Трейси; продюсер не знал, что Шатнер работал с Трейси над фильмом «Нюрнбергский процесс» (1961) и любил актёра. Мейер позаботился о том, чтобы подчеркнуть параллель Кирка с Шерлоком Холмсом в том, что оба персонажа чахнут в отсутствие стимулов; новые дела в случае Холмса и приключения на звездолёте в случае Кирка.
Преследование Ханом Кирка занимает центральное место в теме фильма о мести, и «Гнев Хана» намеренно во многом заимствован из «Моби Дика» Германа Мелвилла. Чтобы сделать параллели очевидными для зрителей, Мейер добавил видимую копию Моби-Дика в жилище Хана. Хан широко перефразирует Ахава: «Я буду преследовать его вокруг лун Нибии, вокруг водоворота Антареса и вокруг пламени погибели, прежде чем я отдам его!». Хан цитирует тираду Ахава в конце романа дословно со своими последними строками: «Я борюсь с тобой до последнего; из сердца ада я пронзаю тебя; ради ненависти я плюю на тебя в последний раз».

## Релиз
Роман по фильму, написанный Вондой Н. Макинтайр, оставался в списке бестселлеров New York Times в мягкой обложке более трех недель. В отличие от предыдущего фильма, «Гнев Хана» не продвигался с линейкой игрушек, хотя Playmates Toys создали фигурки Хана и Саавика в 1990-х, а в 2007 году Art Asylum создала полную серию фигурок, чтобы отметить 25-летие фильма. В 2009 году IDW Publishing выпустила комическую адаптацию фильма, а Film Score Monthly выпустила расширенную музыку.
«Гнев Хана» открыл показ 4 июня 1982 года в 1621 кинотеатре США. В первые выходные он заработал 14 347 221 доллар, что на тот момент было самым большим валовым доходом за первые выходные в истории. В США он заработал 78 912 963 доллара, став шестым самым кассовым фильмом 1982 года. Он заработал 97 000 000 долларов по всему миру. Хотя общий валовой доход «Гнева Хана» был меньше, чем у «Кинофильма», он был более прибыльным из-за гораздо более низкой стоимости производства.

## Приём
Критика фильма была положительной. Агрегатор обзоров Rotten Tomatoes сообщает, что 86% из 73 критиков дали фильму положительную оценку, получив средний балл 8,1/10. После прохладной реакции на первый фильм фанаты отреагировали на «Гнев Хана» очень положительно. Успех фильма был связан с возобновлением интереса к франшизе:250. Марк Бернардин из Entertainment Weekly пошел ещё дальше, назвав «Гнев Хана» «фильмом, который, по мнению большинства, спас «Звёздный путь», каким мы его знаем»; теперь он считается одним из лучших фильмов в сериале. Полин Кейл из The New Yorker назвала фильм «замечательным глупым развлечением». Джин Сискел дал фильму три с половиной звезды из четырех, назвав его «абсолютным победителем, полным привлекательных персонажи в увлекательных отношениях в футуристическом фильме, в котором есть восхитительно старомодное чувство величия в отношении своих персонажей и трудностей, в которые они попадают.
Рецензенты The New York Times и The Washington Post оценили темп фильма как намного более быстрый, чем у его предшественника, и ближе к темпу телесериала. Джанет Маслин из The New York Times назвала фильм более сильным сюжетом, чем «Кинофильм», и заявила, что в сиквеле есть всё, чем должен был быть первый фильм. Variety согласилась с тем, что «Гнев Хана» был ближе к оригинальному духу «Звёздного пути», чем его предшественник. Сильное взаимодействие персонажей названо сильной стороной фильма, как и изображение Хана Монтальбаном. В 2016 году Playboy поставил фильм на четвертое место в своем списке 15 сиквелов, которые намного лучше оригиналов. Позже журнал «Популярная механика» поставил смерть Спока на десятое место среди величайших сцен научной фантастики.
Роджер Эберт из Chicago Sun-Times и Дерек Адамс из Time Out жаловались на то, что считалось прохладными сценами сражений и кажущейся мелодрамой. В то время как Эберт и TV Guide считали смерть Спока драматичной и хорошо организованной, Гэри Арнольд из Washington Post заявил, что смерть Спока «кажется ненужным поворотом, и создатели фильма, очевидно, хорошо подготовлены к фальшивке на случай, если общественность потребует другого продолжения». Негативные отзывы о фильме были сосредоточены на некоторых действиях, а Empire выделила «хитрые прически» и «туники Санта-Клауса» как элементы фильма, которые плохо состарились.
Кристофер Джон сделал рецензию на «Звёздный путь 2: Гнев Хана» в журнале Ares Magazine № 13 и прокомментировал: «Не воспринимая себя так серьезно, то есть понимая, что фильм должен быть приключенческим боевиком с мягко добавленными элементами пафоса и философии — «Гневу Хана» это удалось блестяще. Для тех, кто любил сериал, это была мечта (до такой степени, что многие отказываются признавать существование первого фильма как части эпоса «Звёздный путь»)».
В 1982 году «Гнев Хана» получил две премии «Сатурн» за лучшую мужскую роль (Шатнер) и лучшую режиссуру (Мейер). Фильм также был номинирован в категории «лучшее драматическое представление» на премию Хьюго 1983 года, но проиграл «Бегущему по лезвию». «Гнев Хана» повлиял на более поздние фильмы: отвергнутое Мейером название фильма «Неоткрытая страна» было наконец использовано, когда Мейер снял шестой фильм, в котором сохранились морские мотивы. Режиссёр Брайан Сингер назвал фильм влиянием на «Людей X 2» и его заброшенное продолжение «Возвращения Супермена». Фильм также является фаворитом режиссёра Джей Джей Абрамса, продюсера Деймона Линделофа и сценаристов Роберто Орчи и Алекса Куртцмана, творческой группы, стоящей за перезапуском франшизы «Звёздный путь». Вторая запись Абрамса в перезапущенной серии фильмов «Стартрек: Возмездие» во многом основана на «Гневе Хана».

## Распространение
Paramount выпустила «Гнев Хана» на RCA CED Videodisc в 1982 году и на VHS и Betamax в 1983 году. Студия продавала VHS за 39,95 долларов, что на 40 долларов ниже цен на кассеты с современными фильмами, и было продано рекордное количество — 120 000 копий. Успешный эксперимент был связан с стимулированием более конкурентоспособных цен на видеокассеты, увеличением использования все более дешевых проигрывателей видеокассет и переходом в масштабах всей отрасли от аренды к продажам как основной части доходов от видеокассет.
Paramount выпустила «Гнев Хана» на DVD в 2000 году; никаких специальных функций на диске не было. Монтальбан привлёк сотни поклонников фильма в Юниверсал-Сити, штат Калифорния, где он подписывал копии DVD в ознаменование его выпуска. В августе 2002 года фильм был переиздан в долгожданном двухдисковом формате «Режиссёрское издание». Помимо улучшенного качества изображения и объемного звука Dolby 5.1, набор DVD включал комментарии режиссёра, интервью с актёрами, раскадровки и театральный трейлер. Премьера расширенной версии фильма состоялась в Голливуде перед выпуском DVD. Мейер заявил, что он не верил, что режиссёрские версии фильмов обязательно лучше оригинала, но что переиздание дало ему возможность добавить элементы, которые были удалены из театрального выпуска Paramount. Четыре часа бонусного контента и расширенная режиссёрская версия были встречены положительно.
Оригинальная театральная версия фильма была выпущена на диске Blu-ray в мае 2009 года, чтобы совпасть с новым полнометражным фильмом «Звёздный путь», наряду с другими пятью фильмами с участием оригинальной команды в «Звёздном пути: коллекция оригинальных фильмов». Из всех шести оригинальных фильмов «Гнев Хана» был единственным, который был переработан в формате высокой четкости 1080p с оригинального негатива. Николас Мейер заявил, что негатив «Гнева Хана» «был в ужасном состоянии», поэтому он нуждался в обширной реставрации. Все шесть фильмов в наборе имеют новый звук 7.1 Dolby TrueHD. На диске также есть новый трек с комментариями режиссёра Николаса Мейера и шоураннера сериала «Звёздный путь: Энтерпрайз» Мэнни Кото. 24 апреля 2016 г.ода Paramount Pictures объявила, что режиссёрская версия фильма будет выпущена на дисках Blu-ray 7 июня 2016 года. 7 июля 2021 года было объявлено, что первые четыре фильма франшизы «Звёздный путь» (включая как театральную версию, так и режиссерскую версию «Гнева Хана») будут выпущены на Blu-ray 4K Ultra HD 7 сентября того же года, в ознаменование 55-летия франшизы, вместе с отдельными ремастированными Blu-ray тех же фильмов.

## Награды и номинации
| Год  | Награда | Категория                               | Номинант(ы) | Результат |
| ---- | ------- | --------------------------------------- | --- | --------- |
| 1983 | Сатурн  | Лучший научно-фантастический фильм      | Роберт Сэллин | Номинация |
| 1983 | Сатурн  | Лучший актёр                            | Уильям Шетнер | Победа    |
| 1983 | Сатурн  | Лучший актёр второго плана              | Уолтер Кёниг | Номинация |
| 1983 | Сатурн  | Лучшая актриса второго плана            | Кёрсти Элли | Номинация |
| 1983 | Сатурн  | Лучшая режиссура                        | Николас Мейер | Победа    |
| 1983 | Сатурн  | Лучший сценарий                         | Джек Б. Совардз | Номинация |
| 1983 | Сатурн  | Лучшие костюмы                          | Роберт Флетчер | Номинация |
| 1983 | Сатурн  | Лучший грим                             | Вернер Кепплер, Джеймс Ли Маккой | Номинация |
| 2003 | Сатурн  | Лучшее DVD-издание классического фильма | | Номинация |
| 2010 | Сатурн  | Лучший DVD-сборник                      | совместно с Звёздный путь Фильм, Звёздный путь III: В поисках Спока, Звёздный путь IV: Дорога домой, Звёздный путь V: Последний рубеж и Звёздный путь VI: Неоткрытая страна | Победа    |
| 1983 | Хьюго   | Лучшая постановка                       | Николас Мейер (сценарий, режиссура) Джек Б. Совардз (сюжет, сценарий) Харви Беннетт (сюжет) Сэмюэл А. Пиплз (сюжет)                                                         | Номинация |